# 怀唐伊日
怀唐伊日（英語：Waitangi Day）是新西兰的一个纪念日，日期为每年2月6日，纪念新西兰建立的文本——怀唐伊条约的签署。1940年举行了条约签订百年庆典，但由于二战的缘故参加者不多。该纪念日自1947年起每年庆祝一次。自1952年起总督参加庆祝活动，1958年起首相亦参加，虽然不是每年。1957年新西兰工党的大会上，怀唐伊日被提议成为公共节日。随着1960年工党赢得大选，怀唐伊日法案获得通过。1974年成为国家节日，命名为“新西兰日”，1976年则通过法案取消了重命名。